# Formation de Cap-aux-Meules
La formation de Cap-aux-Meules est une formation lithostratigraphique formée durant le Permien, entre il y a −299 et −252 Ma (millions d'années), présente sur les îles de la Madeleine au Québec.

## Lithologie
La Formation de Cap-aux-Meules est découpée en deux membres :
- à sa base, le membre de l'Étang-du-Nord, composé de grès rouge ou gris vert avec de rares couches de calcaire[1] ;
- à son sommet, le membre de l'Étang-des-Caps, composé de couches de grès rouges composés montrant des stratifications obliques[2] (voir photo).

## Âge
L'âge de la formation de Cap-aux-Meules est inconnu dû à l'absence de fossiles, mais elle est considérée d'âge similaire aux formations semblables de l'île du Prince-Édouard, c'est-à-dire du Permien, entre il y a -299 et −252 Ma.

## Milieux de dépôt
- Le membre inférieur (membre de l'Étang-du-Nord) s'est formé dans un milieu désertique, comme le suggère l'absence de fossiles, l’oxydation des sédiments et le polissage par le vent de ces derniers.
- Le membre supérieur (membre de l'Étang-des-Caps) s'est quant à lui formé dans un milieu dunaire[1].